# James Guillaume
James Guillaume, född 16 februari 1844, död 20 november 1916, var en schweizisk anarkist och historiker.
Han är känd för att ha spelat en stor roll i Juraförbundet och Första internationalen. Han är författare till ett verk, L'Internationale : Documents et souvenirs, som dokumenterar anarkisternas ställning inom internationalen och han var tillsammans med Max Nettlau redaktör för de sex band av Michail Bakunins verk som kom ut 1908. Guillaume medverkade i många anarkistiska publikationer, som till exempel La Vie Ouvrière och La Révolution Prolétarienne. Han hade för övrigt en nyckelroll när det gällde Pjotr Kropotkins övergång till anarkismen.